# Villabé
Villabé és un municipi francès, situat al departament de l'Essonne i a la regió de Illa de França. L'any 2007 tenia 4.852 habitants.
Forma part del cantó de Corbeil-Essonnes i del districte d'Évry. I des del 2016 de la Comunitat d'aglomeració Grand Paris Sud Seine-Essonne-Sénart.

## Demografia

### Població
El 2007 la població de fet de Villabé era de 4.852 persones. Hi havia 1.659 famílies, de les quals 300 eren unipersonals (180 homes vivint sols i 120 dones vivint soles), 429 parelles sense fills, 802 parelles amb fills i 128 famílies monoparentals amb fills.
La població ha evolucionat segons el següent gràfic:
Habitants censats

### Habitatges
El 2007 hi havia 1.788 habitatges, 1.680 eren l'habitatge principal de la família, 15 eren segones residències i 93 estaven desocupats. 1.371 eren cases i 414 eren apartaments. Dels 1.680 habitatges principals, 1.367 estaven ocupats pels seus propietaris, 291 estaven llogats i ocupats pels llogaters i 23 estaven cedits a títol gratuït; 25 tenien una cambra, 120 en tenien dues, 261 en tenien tres, 386 en tenien quatre i 888 en tenien cinc o més. 1.426 habitatges disposaven pel capbaix d'una plaça de pàrquing. A 739 habitatges hi havia un automòbil i a 851 n'hi havia dos o més.

### Piràmide de població
La piràmide de població per edats i sexe el 2009 era:
| Homes | Edats   | Dones |
| ----- | ------- | ----- |
| 0     | 95 o +  | 4     |
| 0     | 90 a 94 | 16    |
| 8     | 85 a 89 | 12    |
| 4     | 80 a 84 | 4     |
| 16    | 75 a 79 | 24    |
| 44    | 70 a 74 | 36    |
| 68    | 65 a 69 | 48    |
| 72    | 60 a 64 | 76    |
| 128   | 55 a 59 | 112   |
| 164   | 50 a 54 | 136   |
| 140   | 45 a 49 | 192   |
| 228   | 40 a 44 | 220   |
| 244   | 35 a 39 | 276   |
| 184   | 30 a 34 | 212   |
| 172   | 25 a 29 | 132   |
| 128   | 20 a 24 | 96    |
| 168   | 15 a 19 | 184   |
| 276   | 10 a 14 | 220   |
| 220   | 5 a 9   | 244   |
| 156   | 0 a 4   | 148   |

## Economia
El 2007 la població en edat de treballar era de 3.381 persones, 2.587 eren actives i 794 eren inactives. De les 2.587 persones actives 2.438 estaven ocupades (1.261 homes i 1.177 dones) i 149 estaven aturades (76 homes i 73 dones). De les 794 persones inactives 256 estaven jubilades, 355 estaven estudiant i 183 estaven classificades com a «altres inactius».

### Ingressos
El 2009 a Villabé hi havia 1.727 unitats fiscals que integraven 4.919 persones, la mediana anual d'ingressos fiscals per persona era de 23.036 €.

### Activitats econòmiques
Dels 239 establiments que hi havia el 2007, 2 eren d'empreses alimentàries, 1 d'una empresa de fabricació de material elèctric, 5 d'empreses de fabricació d'altres productes industrials, 37 d'empreses de construcció, 90 d'empreses de comerç i reparació d'automòbils, 24 d'empreses de transport, 15 d'empreses d'hostatgeria i restauració, 6 d'empreses d'informació i comunicació, 4 d'empreses financeres, 11 d'empreses immobiliàries, 22 d'empreses de serveis, 8 d'entitats de l'administració pública i 14 d'empreses classificades com a «altres activitats de serveis».
Dels 67 establiments de servei als particulars que hi havia el 2009, 1 era una oficina bancària, 7 tallers de reparació d'automòbils i de material agrícola, 1 taller d'inspecció tècnica de vehicles, 1 autoescola, 4 paletes, 11 guixaires pintors, 4 fusteries, 6 lampisteries, 5 electricistes, 2 empreses de construcció, 8 perruqueries, 13 restaurants, 3 agències immobiliàries i 1 tintoreria.
Dels 50 establiments comercials que hi havia el 2009, 1 era, 1 un hipermercat, 1 una botiga de més de 120 m², 5 fleques, 1 una carnisseria, 3 llibreries, 16 botigues de roba, 1 una botiga de roba, 4 sabateries, 1 una sabateria, 4 botigues de mobles, 3 botigues de material esportiu, 1 una botiga de material esportiu, 3 perfumeries, 4 joieries i 1 una joieria.

## Equipaments sanitaris i escolars
Els 2 equipaments sanitaris que hi havia el 2009 eren farmàcies.
El 2009 hi havia 2 escoles maternals i 2 escoles elementals. Villabé disposava d'un col·legi d'educació secundària amb 444 alumnes.

## Poblacions més properes
El següent diagrama mostra les poblacions més properes.